# 森本勝也
森本勝也（もりもとかつや、1975年7月24日 ）は、日本の実業家、武道家、防災活動家。自由民主党参議院比例区（全国区）支部長。日本青年会議所副会頭（2015年度）。奈良青年会議所理事長（2012年度）。金剛禅総本山少林寺 奈良大安寺道院 道院長。
2019年の参議院選挙比例代表（全国区）にて、自民党からの公認での立候補を表明するも、最終点で落選した。

## 来歴
奈良県奈良市生まれ。奈良市立大安寺小学校卒業、奈良市立春日中学校卒業、南京都学園高等学校卒業、明治大学ガバナンス研究科修了（修論のテーマは、応急仮設住宅ゼロ政策 南海トラフ地震を見すえた応急建設仮設住宅の供給に関する考察～広域連携による基盤形成の視点から～）。

## 公益社団法人日本青年会議所の活動
まちづくり活動にも取り組んでおり、奈良青年会議所では理事長を務め、地域課題解決に向けた複数の事業を牽引した。
奈良青年会議所では、2002年より全国会員大会の県内への誘致を行う中心的メンバーとして活動。2013年に奈良開催されるまでの11年間招致活動、体制整備、実施に尽力した。
2011年、日本青年会議所地域防災確立委員長に就任。全国の青年会議所と連携し、震災直後に被災地へ実際に赴きながら、物資支援と人的支援を主導した。物資支援、人的支援、義援金・支援金支援のほか、被災地でのコンサート、客船を活用した避難者支援、PTSD対策事業、プロサッカー選手との支援活動を実施。
2015年、日本青年会議所副会頭に就任。前年に引き続き、国家グループを担当する。全国大会八戸大会では5003名の卒業生を代表したスピーチで16年間の青年会議所活動を締めくくる。

## 武道家として
6歳から少林寺拳法を続けており、少林寺拳法の強豪校である南京都高等学校へ進学し少林寺拳法部に所属。
段位は、少林寺拳法准範士 六段。金剛禅総本山少林寺 奈良大安寺道院 道院長として、自身の道場で小学生を中心に子供達への指導を行っている他、全国の後進たちの育成にもあたっている。

## 主な役職
出典：
- 1998(平成10)年11月1日 - ：金剛禅総本山少林寺 奈良大安寺道院 道院長
- 1998(平成10)年11月1日 - ：奈良県少林寺拳法連盟 理事
- 2004(平成16)年12月1日 - ：奈良市民生・児童委員
- 2006(平成18)年4月1日 - ：奈良県防衛協会青年部 幹事長・顧問・相談役
- 2007(平成19)年4月1日 - ：一般財団法人少林寺拳法連盟本部学生指導員(1級指導員)
- 2016(平成28)年4月1日 - ：一般社団法人日本JC日ロ友好の会 相談役
- 2016(平成28)年4月1日 - ：災害ボランティア活動支援プロジェクト会議委員
- 2017(平成29)年1月1日 - ：日本JCシニア・クラブ 年度別世話人
- 2018(平成30)年4月1日 - ：一般社団法人DPLS‐JAPAN 相談役

## その他の経歴
出典：
- 2012(平成24)年1月1日 - 2012年12月31日：一般社団法人奈良青年会議所 理事長
- 2012(平成24)年1月1日 - 2012年12月31日：奈良市社会教育委員会委員
- 2012(平成24)年1月1日 - 2012年12月31日：公益社団法人奈良市観光協会理事
- 2012(平成24)年1月1日 - 2012年12月31日：リニア中央新幹線建設促進奈良県期成同盟会委員
- 2012(平成24)年1月1日 - 2012年12月31日：一般財団法人奈良県ビジターズビューロー委員
- 2013(平成25)年4月1日 - 2017(平成29)年3月31日：奈良市立春日中学校PTA 会長
- 2015(平成27)年1月1日 - 2015年12月31日：公益社団法人日本青年会議所 副会頭
- 2015(平成27)年1月1日 - 2015年12月31日：一般財団法人日本教育再生機構 理事
- 2015(平成27)年4月1日 - 2018(平成30)年6月30日：自由民主党奈良県支部連合会 総務

## 政策
- 道路族問題の解決のため、国会で取り上げることを明言している[9]。
- 幼児教育の完全無償化を掲げている[1]。
- 学校教育において、武道を必修化させることを掲げている[1]。
- 経済政策として、中小企業を中心とした支援を提言している。
- 選択的夫婦別姓導入に「賛成」としている[10]。
- 災害救助法、災害対策基本法の整備など、防災政策を掲げている[1]。

## 趣味・特技
趣味は料理。
特技は少林寺拳法（准範士 六段）。
いきなり!ステーキがプラチナカードである。